# モンギドーロ
モンギドーロ（伊: Monghidoro）は、イタリア共和国エミリア＝ロマーニャ州ボローニャ県にある、人口約3,800人の基礎自治体（コムーネ）。

## 地理

### 位置・広がり

#### 隣接コムーネ
隣接するコムーネは以下の通り。括弧内のFIはフィレンツェ県(トスカーナ州)所属を示す。
- フィレンツオーラ (FI)
- ロイアーノ
- モンテレンツィオ
- モンツーノ
- サン・ベネデット・ヴァル・ディ・サンブロ

### 気候分類・地震分類
モンギドーロにおけるイタリアの気候分類 (it) および度日は、zona F, 3351 GGである。
また、イタリアの地震リスク階級 (it) では、zona 3 (sismicità bassa) に分類される。

## 行政

### 分離集落
モンギドーロには、以下の分離集落（フラツィオーネ）がある。
- Campeggio, Frassineta, Piamaggio, Vergiano

## 姉妹都市
- Rebecq、ベルギー 2002年